# 무명도
무명도(無名島, 스페인어: Isla Sin Nombre, 영어: Nameless Island)는 에콰도르 갈라파고스 제도의 작은 섬이다. 이 섬은 주로 스쿠버 다이빙을 하는데 이용된다.

## 개요
이 갈라파고스 섬의 스쿠버 다이빙 장소는 수직 절벽으로 둘러쌓인 앞바다의 외딴 곳이다. 주요 다이빙 장소는 갈라파고스 상어들이 많이 발견되는 약 60피트 깊이의 너럭버위이다. 이곳에서는 원양 어종과 바위가 많은 벽, 그리고 다양한 색상의 산호들을 볼 수 있다. 이곳의 해류와 파도가 이 무명섬의 요소들을 조절하고 있다.